# Tenzing Chonden
Ne doit pas être confondu avec Tencho Gyatso.
Tenzing Chonden, aussi écrit Tenzin Chonden (tibétain : བསྟན་འཛིན་ཕྱོགས་འཐེན, Wylie : bstan 'dzin phyogs 'then) , né en 1967 à Katmandou au Népal, est un Américain d'origine tibétaine résidant à Los Angeles (États-Unis) depuis 1983. Député du parlement tibétain en exil, il a représenté l’Amérique du Nord au sein de celui-ci.

## Biographie
Il est diplômé de l'université Loyola Marymount de Los Angeles. 
Il a travaillé pour une entreprise industrielle à partir de 1990 en tant qu'ingénieur électricien et directeur dans les divers départements depuis 13 ans. 
Il a démissionné de son emploi en  septembre 2002 pour assister à l’ensemble des séances du Parlement tibétain en exil et s’est porté volontaire pour participer à un comité visant à réformer les règles et procédures du Livre vert. 
Il a été membre du conseil d'administration de la Tibetan Association of Southern California (1995-97), de Los Angeles Friends of Tibet (1996-2000), ainsi que directeur et cofondateur d'Orange County Friends of Tibet depuis 1997. 
Il a été élu aux 13e et 14e Assemblées du Parlement tibétain en exil.
Député du parlement tibétain en exil, il représente l’Amérique du Nord au sein de celui-ci.
À ce titre, en 2009, le membre de l'Assemblée de l'État de Californie Sam Blakeslee (en) lui offre un texte d'une résolution passée la même année par la législature de Californie reconnaissant le 10 mars comme le jour du dalaï-lama et de la sensibilisation au Tibet afin qu'il la remette au dalaï-lama.
En 2011, suivant le souhait du dalaï-lama, il a été le seul député à ne pas voter une motion du Parlement tibétain en exil demandant au dalaï-lama de ne pas se retirer de sa fonction politique.
Il ne s'est pas présenté aux élections de la 15e assemblée pour des raisons personnelles, mais a appelé ses compagnons tibétains à voter.
En 2017, il est de nouveau président de la Tibetan Association of Southern California.